# Danio feegradei
Danio feegradei är en fiskart som beskrevs av Hora, 1937. Danio feegradei ingår i släktet Danio och familjen karpfiskar. Inga underarter finns listade i Catalogue of Life.